# Винилон
Винилон или виналон (чосонгъл: 비날론) е изкуствена тъкан, създадена чрез преработката на антрацитни въглища и варовик с помощта на поливинилов алкохол. Изобретен е в Япония от японеца Ичиро Сакурада и корееца Ри Сун Ки, а е патентован през 1941 г. Производството му започва едва през 1954 г. в Хъннам, поради избухването на Втората световна война, но дори години след това е произвеждан в изключително малки количества извън страната. Той е много устойчив на високи температури, но има няколко недостатъци. Винилонът е прекалено плътен, неудобен е, боядисва се по-трудно от останалите тъкани и е податлив на свиване. Днес се произвежда само от Северна Корея, която вече започва внос и производство на по-удобни изкуствени тъкани, като найлона. Широкото му разпространение в Северна Корея често бива сочено като пример за успеха на идеологията Чучхе.
Въпреки че винилонът първоначално се използва за развиване на севернокорейската икономика, като местен продукт той се преплита с идеологията Чучхе и става инструмент за подсилване на режима. Впоследствие, винилонът става част от севернокорейската национална идентичност.